# Hypena extensa
Hypena extensa là một loài bướm đêm trong họ Erebidae.